# 信善紫闕玄觀
信善紫闕玄觀是一個非牟利香港道教慈善團體。
紫闕玄觀為廣洲芳村信善堂之衍派，香港信善紫闕玄觀重光於1972年。現時觀址於深水埗福華街12號地下。
於1983年，在新界沙田白田村，修建成信善玄宮 。宮址於沙田針崗山白田村第三區地段95 至 96 號。

## 信善紫闕玄觀宗旨
- 尊師重道、闡揚中國道教傳統精神
- 以忠、孝、廉、節、義、信、仁、惠、禮為本，渡人向善

## 信善紫闕玄觀服務
弘道普救
設乩壇扶鸞普救，代傳聖道，為信眾指點迷津。
作公益事 香港
近年大力支持東華三院「愛心滿東華」免費醫療服務捐助計劃
亦支持仁愛堂、保良局、香港專業教育學院 IVE 等等的本港慈善機構
參加公益金百萬行
擧行大型老人齋宴
捐贈各慈善機構
作公益事 中國
建設學校、安老院、幼兒院及醫院
從1993年開始，遵照 呂祖恩師的指示，在國內十多個省市，以『信善』之名義，完成興建的中小學，超過80多間，就讀在興建之學校的學生，已超過20,000多名。在廣東英德市英城鎮及揭西市龍潭鎮，興建了兩間信善醫院。
培育人才
設立了「信善獎助學基金」資助北京人民大學、南開大學、民族大學、天津大學、韶關大學、廣東教育學院、廣州美術學院、廣州市仲愷學院 及 清遠高等職業大專等多間大學。獎助學金旨在激勵和資助品學兼優、樂於奉獻貧困的大學生，讓他們能脫離困境，安心學習，為祖國培養更多優秀人材。受惠的大學生已超過10,000多名。許多獲獎同學也各自走上了社會的重要崗位，用自己的行動為社會做出貢獻。
希望曙光

## 外部連結
- 香港道教聯合會: 紫闕玄觀
- 中國道教協會: 信善紫闕玄觀
- 華人廟宇委員會 （页面存档备份，存于）
- 道教信善玄宮:<<道教信善玄宮一九九九己卯年特刊>>  （页面存档备份，存于）

### 引用
1. ↑  信善玄宮編輯部編:<< 道教信善玄宮 甲戌年特刊 一九九四>>
2. ↑  信善紫闕玄觀有限公司:<<希望曙光 - 信善紫闕玄觀有限公司慈善特刊>>